# Matei Vișniec
Matei Vişniec Pronunciación del rumano: [maˈtej viʃˈnjek]. Nacido el 29 de enero de 1956 en Rădăuţi) es un dramaturgo, poeta y periodista de origen rumano-francés que vivió en París.
Es internacionalmente conocido por sus escrituras en en la lengua Francesa. 
Se graduó en 1980 en la Facultad de Filosofía e Historia en la Universidad de Bucarest. Entre 1977 y 1987 escribió 8 obras divididas en dos o tres actos, aproximadamente unas veinte y algunos guiones, pero todo fueron rechazados por la censura. En 1987 fue invitado a Francia por una fundación literaria y pidió un asilo político. Entre agosto de 1988 y octubre de 1989, él vivió en Londres donde trabajo para el sector Rumano de la BBC.
Después de establecerse en Francia, ha estado escribiendo principalmente en francés y ha recibido la ciudadanía francesa. Después de la caída del comunismo en Rumanía, en 1989, Matei Vișniec se convirtió en uno de los dramaturgos más representativos del país con más de 30 obras de teatro en Bucarest y en otros lugares. En 1996, el Teatro Nacional de Timisoara organizó un Festival Matei Vișniec formada por 12 compañías que se encargaron de representar sus obras. Su audiencia internacional como dramaturgo comenzó en 1992, con la obra Horses at the Windows representada en Francia, y "Old Clown Wanted en el "Bonner Biennale". 
Desde entonces, Visniec ha tenido más de 20 obras representadas en Francia (Théâtre Guichet Montparnasse, Studio des Champs-Elysées, Théâtre du Rond-Point des Champs Elysées - Paris, Théâtre de l'Utopie - La Rochelle, Compagnie Pli Urgent - Lyon, Théâtre Le Jodel - Avignon, Théâtre de Lenche and Théâtre de la Minoterie - Marseille, Compagnie Nice-Théâtre Vivant - Nice, etc.) Old Clown Wanted ha sido representado en: Francia, Alemania, Estados Unidos, Dinamarca, Austria, Polonia, Finlandia, Italia, Turquía, Brasil, Rumanía, Moldavia, y Georgia.
Está trabajando como periodista en Francia Radiofónica Internationale.

### Poesía
- La noapte va ninge ("Esta noche nevara") Bucharest, Alb., 1980
- Oraşul cu un singur locuitor ("El pueblo con un solo habitante), Bucharest, Alb., 1982
- Înţeleptul la ora de ceai ("La Salvia en la Hora de Té"), Bucarest, CR, 1984
- Poeme ulterioare ("Poemas subsiguientes") (1987-1999), Bucarest, CR, 2000

### Prosa
- Cafeneaua Pas-Parol, novela, Bucarest, FCR, 1992

### Obras en rumano
- Ţara lui Gufi ("Gufi Tierra", juego de tres actos), Bucarest., IC, 1991
- Angajare de clovn ("Contratando un Payaso", publicado en el mismo volumen como Evangheliştii por Alina Mungiu), prefacio por Marian Popescu, Bucarest., Ed. Unitext, 1993
- Teatru, vol. I-II, prefacio por Valentin Silvestru, Bucarest, CR, 1996 1991-1995)

### Obras en frances
- Personne n'Un le droit de traîner sans armes sur un champ de bataille, 1991
- Le marchand de temps, 1992
- Les Particiones frauduleuses, 1993
- Hécatombéon, 1993
- Théâtre décomposé ou L'homme-poubelle, 1993
- La grammaire du Silencio, 1994
- Trois nuits avec Madox, 1994
- L'histoire des nuestro pandas racontée par un saxophoniste qui un une petite amie à Francfort, 1994
- Cils interdits Racimo la nuit, 1995
- Paparazzi ou la chronique d'un palanca de soleil avorté, 1995
- Comentario pourais-je être un oiseau?, 1996
- Du sexe de la femme comme champ de bataille dans la guerre en Bosnie, 1996

## Estilo
Uno el crítico literario considera sus juegos para ser "extraños, unclassifiable".